# 瑪麗亞·芙洛倫西雅·穆提歐
瑪麗亞·芙洛倫西雅·穆提歐（1984年11月20日—）是一名阿根廷曲棍球運動員，曾代表國家參加2012年倫敦奧運的女子曲棍球比賽，並獲得一面銀牌。